# Спрінгдейл (округ Лексінгтон, Південна Кароліна)
Спрінгдейл (англ. Springdale) — місто (англ. town) в США, в окрузі Лексінгтон штату Південна Кароліна. Населення — 2744 особи (2020).

## Географія
Спрінгдейл розташований за координатами 33°57′36″ пн. ш. 81°6′43″ зх. д. / 33.96000° пн. ш. 81.11194° зх. д. (33.960007, -81.112059).  За даними Бюро перепису населення США в 2010 році місто мало площу 7,14 км², з яких 7,07 км² — суходіл та 0,08 км² — водойми.

## Демографія
Згідно з переписом 2010 року, у місті мешкало 2636 осіб у 1151 домогосподарстві у складі 761 родини. Густота населення становила 369 осіб/км².  Було 1231 помешкання (172/км²).
Расовий склад населення:
| - 84,2 % — білих - 10,7 % — чорних або афроамериканців - 1,7 % — азіатів - 0,3 % — корінних американців - 1,5 % — осіб інших рас |

До двох чи більше рас належало 1,6 %. Частка іспаномовних становила 3,6 % від усіх жителів.
За віковим діапазоном населення розподілялося таким чином: 19,1 % — особи молодші 18 років, 57,1 % — особи у віці 18—64 років, 23,8 % — особи у віці 65 років та старші. Медіана віку мешканця становила 46,0 року. На 100 осіб жіночої статі у місті припадало 91,0 чоловіків;  на 100 жінок у віці від 18 років та старших — 87,6 чоловіків також старших 18 років.
Середній дохід на одне домашнє господарство  становив 63 090 доларів США (медіана — 50 987), а середній дохід на одну сім'ю — 76 116 доларів (медіана — 64 483). Медіана доходів становила 46 008 доларів для чоловіків та 33 929 доларів для жінок. За межею бідності перебувало 7,8 % осіб, у тому числі 6,6 % дітей у віці до 18 років та 4,8 % осіб у віці 65 років та старших.
Цивільне працевлаштоване населення становило 1323 особи. Основні галузі зайнятості: освіта, охорона здоров'я та соціальна допомога — 26,5 %, мистецтво, розваги та відпочинок — 10,2 %, виробництво — 10,1 %.